# James Moore (cyclisme)
Pour les articles homonymes, voir Moore et James Moore.

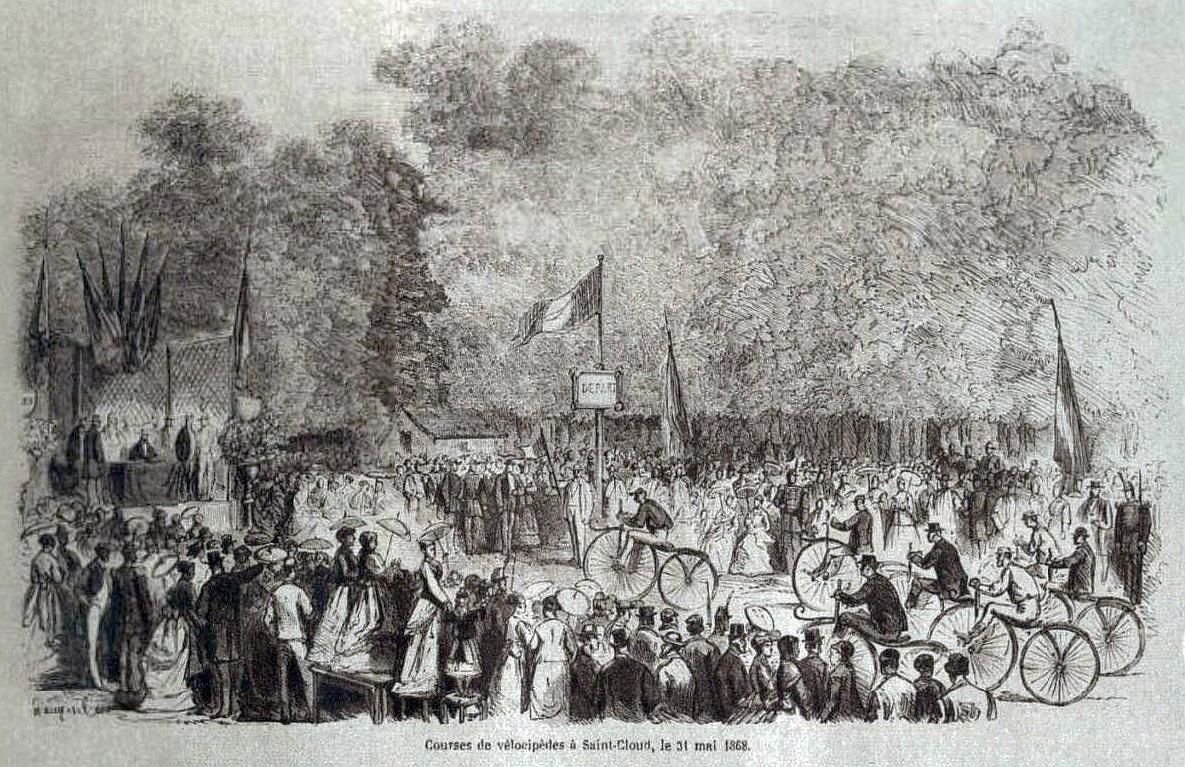
La première course de vélocipèdes officielle, au parc de Saint-Cloud le 31 mai 1868.

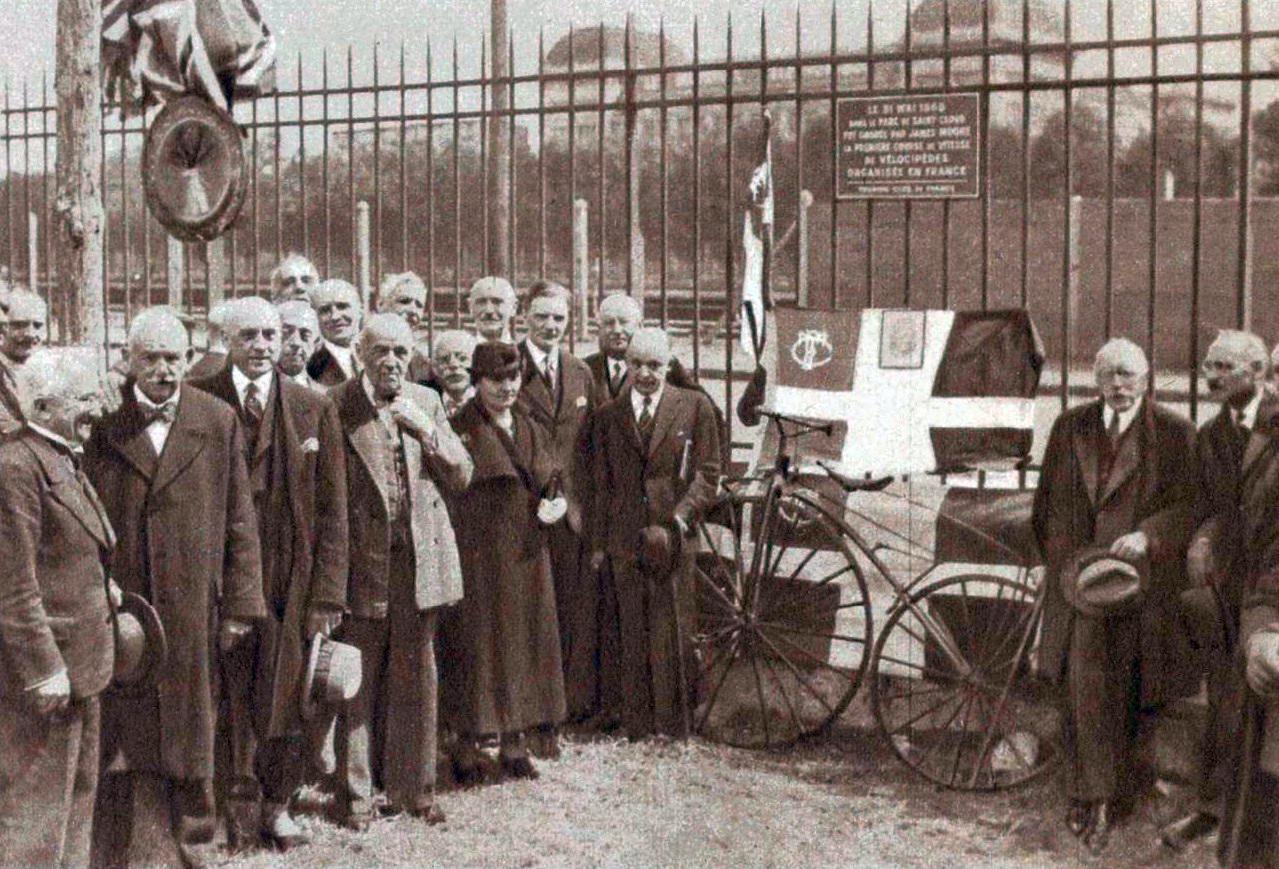
Inauguration de la plaque commémorative des 70 ans de la première course cycliste officielle du 31 mai 1868 (le 31 mai 1938, aux grilles du parc de Saint-Cloud à Paris).

James Moore est un cycliste anglais, né le 14 janvier 1849 à Bury St Edmunds, Suffolk, Angleterre, et mort le 17 juillet 1935. Il est réputé avoir remporté la première course de vélo jamais organisée, à Saint-Cloud en 1868. En 1869, il remporte le Paris-Rouen, sponsorisé par Le Vélocipède illustré et les frères Olivier, les associés de Pierre Michaux. Il est l'un des premiers champions de l'histoire du cyclisme, et domine la discipline pendant plusieurs années.

## Biographie
James Moore naît le 14 janvier 1849 dans le quartier de Long Brackland, à Bury St Edmunds dans le comté de Suffolk. Il est l'aîné d'une fratrie de huit enfants, dont trois garçons et cinq filles. En 1853, la famille s'établit à Paris, dans la cité Godot-de-Mauroy, donnant sur l'avenue Montaigne, où son père exerce la profession de vétérinaire. Dans sa jeunesse, James Moore se passionne pour les arts du cirque et rend régulièrement visite à une troupe d'artistes dont le chapiteau est dressé en bas de l'avenue des Champs-Élysées. Il démontre alors des aptitudes pour les acrobaties, notamment le saut périlleux qu'il est capable de réaliser entre deux chaises à l'âge de douze ans.
James Moore se lie également d'amitié avec l'un de ses voisins, Ernest Michaux, dont le père, Pierre Michaux, est l'un des pionniers du développement des vélocipèdes à pédale. Pendant leurs loisirs, les deux garçons apprennent à maîtriser ces engins dans les rues du quartier. Moore utilise également son vélocipède pour se rendre à Maisons-Laffitte, où son père possède un élevage de chevaux de course.
Dès 1868, James Moore est membre du Véloce-Club de Paris, une association qui regroupe les pratiquants de ce moyen de locomotion encore largement décrié.
Pendant le siège de Paris en 1870, il s'engage au sein du groupe des ambulanciers du 1er arrondissement, puis à la fin de la guerre franco-allemande, il choisit de terminer ses études à Londres, au Royal Veterinary College. En parallèle, il poursuit sa carrière sportive et dispute de nombreuses courses aussi bien en France qu'en Angleterre. Il remporte plusieurs succès, et sa domination est telle qu'elle lui vaut le surnom de « Parisian Flyer », le « Parisien volant ».

## Palmarès
- 1868
  - La première course cycliste officielle de l'histoire, le 31 mai 1868 dans le parc de Saint-Cloud à Paris[6]
- 1869
  - Paris-Rouen
- 1873
  - Premier record de l'heure cycliste (23,331 km/h - Molyneaux Grounds, Wolverhampton)